# Eres
«Eres» (укр. «Ти є») — третій сингл колумбійської співачки Шакіри з альбому «Peligro», випущений 12 травня 1993 року. Пісня не стала хітом, але продавалась краще, ніж будь-яка пісня з дебютного альбому «Magia».

## Виконання
Шакіра отримала позитивні відгуки після виконання пісні на фестивалі Festival de Viña у 1993 році, але попри це, пісня не потрапила до чартів Колумбії.